# Chilei költők, írók listája
Ez a lista a Chilében élt és élő, spanyol nyelven alkotó költőket, írókat tartalmazza, évszámmal:
| Ábécé szerinti tartalomjegyzék                      |
| --------------------------------------------------- |
| A B C D E F G H I J K L M N O P Q R S T U V W X Y Z |

## A
- Isabel Allende
- Braulio Arenas

## B
- Sergio Badilla Castillo
- Francisco Bilbao Barquín
- Eduardo de la Barra
- Javier Bello
- Joaquín Edwards Bello
- Alberto Blest Gana
- Marta Brunet (1901–)
- Myriam Bustos Arratia

## C
- Sergio Badilla Castillo (1947–)
- Javier Campos (1947–)
- José Ángel Cuevas (1944–)
- Francisco Coloane

## D
- Rubén Darío (1867–1916)
- Jorge Díaz
- Víctor Hugo Díaz (1965–)
- Delia Domínguez
- José Donoso

## E
- Lilian Elphick (1959–)

## F
- Baldomero Lillo Figueroa

## G
- Fernando González Urízar
- Nicomedes Guzmán

## H
- Vicente Huidobro (1893–1948)

## J
- Jorge Jobet

## L
- Benjamín Labatut (1980–)
- Manuel Lacunza y Díaz
- Ricardo Latcham Alfaro
- Omar Lara (1941–)
- Enrique Lihn (1929–1988)

## M
- Juan Luis Martínez (1942–1993)
- Gabriela Mistral, szül. Lucila Godoy, (1889–1957) Nobel-díj, 1945
- Sergio Mouat (1949–)
- Armando Moock

## N
- Pablo Neruda, szül. Neftalí Ricardo Reyes, (1904–1973) Nobel-díj, 1971
- Francisco Núñez de Pineda y Bascuñán

## P
- Nicanor Parra (1914–2018)
- Floridor Pérez (1937–)
- Marcela Paz
- Carlos Pezoa Véliz

## Q
- Jorge Queirolo Bravo (1963–)

## R
- Juan Pablo del Río (1960–)
- Mauricio Redolés (1953–)
- Gonzalo Rojas,  Cervantes-díj, 2003
- Pablo de Rokha (1894–1968)
- David Rosenmann-Taub (1927–)
- Diego Rosales

## S
- Fernando Santiván
- Raúl Silva Castro
- Manuel Silva Acevedo (1942–)

## T
- Jorge Tellier (1935–1996)

## Z
- José Toribio Medina Zavala
- Raúl Zurita (1950–)